# Миливој Мића Дражетин
Миливој Мића Дражетин (Нови Сад, 21. октобар 1952 — Нови Сад, 9. март 1970) био је новосадски песник и есејист. Похађао је Гимназију "Јован Јовановић Змај". Умро је с непуних осамнаест година и сахрањен је по православном обреду на Успенском гробљу у Новом Саду.

## Породица
Миливојев отац звао се Александар, а деда се такође звао Миливој. Мајка му се звала Нада. Миливојева породица води порекло из Мошорина.

## Стваралаштво
За живота је објављивао песме у "Гимназијалцу" и "Index"-у. У рукопису је оставио књигу песама "Ломност дечака", коју је годинама чувао Миливојев пријатељ, књижевник Перо Зубац. Уз залагање Пера и Милоша Зубца, књигу песама Миливоја Дражетина објавила је Градска библиотека у Новом Саду 2020. године, педесет година након песникове смрти.
Миливој Дражетин заступљен је као песник у двема антологијама Пера Зубца: "Велика тајна, најлепше песме о љубави" и "Кад срце засветлуца".
- "Дражетин је био песник изузетно модерног сензибилитета, заточеник тихог и тамног света којим се сам окружио. Профано је, а мора се рећи да је најчешће и најбоље писао о смрти. Тај неодољиви фатум који је одувек привлачио песнике и сањаре, Дражетин је спознао и грлом и тишином. Умерен и шкрт у речима ипак је, у то мало година припреме за живот, заокружио своје поетско виђење света. Песме које је исписао и пријатељи који га памте једини су живи податак о њему. Довољан и предовољан да се не заборави." (Перо Зубац у поговору књиге "Ломност дечака")
- "Педесет је година откако је од ове "превише разумне стварности" одустао Миливој Мића Дражетин (1952-1970), са својих недовршених осамнаест животних јесени. Педесет година колико је Перо Зубац самозаветно чувао његове рукописе и покушавао у неколико наврата да их објави свету, а сваки пут врата тога света сама би се затворила као по некој вишој интервенцији одаслатој од другога, невидљивога царства. Поговор који прилажем књизи, а који је мој отац написао 1974. године, казује да је тада био најближи објављивању, а поуздано знам да је и деценију касније канио да Дражетинове рукописе штампа. Није се то десило или није требало да се догоди - до 2020. године." (Милош Зубац у предговору књиге "Ломност дечака")